# چگونه می‌توان به صورت آنلاین مواد مخدر فروخت (سریع)
چگونه می‌توان به صورت آنلاین مواد مخدر فروخت (فوری) نام یک مجموعه تلویزیونی اینترنتی است برای مخاطبان نوجوان که توسط Philipp Käßbohrer و Matthias Murmann ساخته شده است. اولین فصل این سریال که شامل شش قسمت بود از ۳۱ مه ۲۰۱۹ شروع به پخش از نت‌فلیکس کرد.